# جامعة كونستانس
جامعة كونستانس (بالألمانية: Universität Konstanz) هي جامعة حكومية تقع في مدينة كونستانس على بحيرة بودن زي في ألمانيا. أُسِّسَت عام 1966، وتعد واحدة من 6 جامعات ألمانية تتصف بالتميز استنادًا لمعايير مبادرة و استراتيجية التميز.

## إحصائيات
يبلغ عدد طلاب الجامعة في الفصل الشتوي 2023/2024 10573 طالب وطالبة، منهم 1413 طلاب أجانب، وتضم الجامعة 215 أستاذ جامعي و 889 باحث و 1100 موظف.

## كليات وأقسام الجامعة[12]

### كلية الرياضيات والعلوم الطبيعية، وتضم الأقسام التالية:
الأحياء
الكيمياء
علوم الحاسوب و المعلومات
الرياضيات والإحصاء
الفيزياء
علم النفس

### كلية العلوم الإنسانية، وتضم الأقسام التالية:
التاريخ وعلم الاجتماع وعلوم الرياضة والبحوث التربوية التجريبية
الأدب والفن والدراسات الإعلامية
فلسفة
اللغويات

### كلية السياسة والقانون والاقتصاد، وتضم الأقسام التالية:
العلوم السياسية والإدارية
الفقه
اقتصاديات

## أساتذة بارزون
- هوبرت ماركل

## رؤساء الجامعة
1966–1972: غيرهارد هيس (1907–1983)، عالم في الرومانسية
1972-1974: ثيوبونت دييز (1908-1993)، ممثل ولاية بادن فورتمبيرغ لإدارة الجامعة
1974–1976: فريدر ناشولد (1940–1999)، عالم اجتماعي وسياسي
1976–1991: هورست سوند (1926–2021)، عالم كيمياء حيوية
1991-1996: بيرند روثرز (1930-2023)، باحث قانوني
1996-2000: رودولف كوهين (1932-2018)، علوم نفسية
2000–2009: غيرهارت فون جرافينيتز (1944–2016)، باحث أدبي
2009–2018: أولريش روديجر (* ١٩٦٦)، فيزيائي
2018–2020: كيرستين كريجلستين (* ١٩٦٣)، علوم عصبية
2021–: كاثرينا هولزينغر[26] (* ١٩٥٧)، علوم سياسية

## وصلات خارجية
- الموقع الإلكتروني